# 조소카베 모리치카
조소카베 모리치카(일본어: 長宗我部 盛親 ちょうそかべ もりちか[*], 덴쇼 3년(1575년) ~ 게이초 20년 음력 5월 15일(1615년 6월 11일))는 아즈치모모야마 시대부터 에도 시대 초기까지의 도사국 다이묘·무장이다. 조소카베씨 제22대 당주(센고쿠 다이묘로서는 최후의 당주). 조소카베 모토치카의 4남.
아버지 모토치카의 사후에 조소카베씨의 가독을 이었다. 세키가하라 전투에서 서군에 속하지만, 패색이 짙어 싸우지 않고 도사로 귀국하였으며 도쿠가와씨에 감사를 표했다. 그러나 형 쓰노 지카타다를 죽인 것을 이유로 검문받고 영지를 몰수당해 낭인이 되었다. 10여년 후 도요토미 측에 서서 고향인 도사 1국의 증여를 조건으로 옛 가신들과 함께 오사카성에 입성하였다. 오사카 전투이 발발하면서 분투를 펼치지만 패전하였다. 도망쳐 재기를 도모했지만 결국 체포되어 처형되었고, 조소카베 집안은 몰락했다.

## 생애

### 가독 상속
덴쇼 3년(1575년)에 조소카베 모토치카의 넷째 아들로 태어났다. 아명은 지쿠마마루(千熊丸).
덴쇼 14년(1586년) 헤쓰기가와 전투에서 맏형 노부치카(信親)가 죽고 또 다른 형 가가와 지카카즈(香川親和)나 쓰노 지카타다(津野親忠)를 추대하려는 세력과 가독 상속을 놓고 경쟁하였으나 최종적으로 아버지 모토치카의 지명을 받아 덴쇼 16년(1588년)에 세자(世子)로 지명되었다. 여기에는 기라 지카자네(吉良親実)를 비롯해 반대하는 목소리도 적지 않았는데, 그 이유로는 원래 모리치카는 형제 가운데서도 가장 오만하고 경솔한 성격이었기에 인망은 고사하고 혐오감을 품은 자가 많았기 때문이었다(하지만 모토치카는 그런 혐오감을 드러내는 자들을 모두 처단해 버렸다). 그럼에도 모토치카가 어린 지쿠마마루를 세자로 지명한 이유로는 치카카즈와 치카타다가 다른 가계를 이미 잇고 있었다는 점, 그리고 모토치카 자신이 누구보다도 아꼈던 아들인 노부치카의 딸을 아내로 맞게 하기에는 이들 두 사람이 나이 차이가 있었기 때문이었다. 모토치카에 의해서 조소카베씨의 후계자로 결정된 지쿠마마루는 도요토미씨 일문이 아닌 마시타 나가모리를 에보시오야(烏帽子親)로 원복(元服)을 행하고 그의 이름자 한 글자 「모리」(盛)를 따서 모리치카(盛親)라 하였고, 도요토미 정권 아래서 조소카베 집안의 격은 더욱 낮아졌다.
조소카베 집안의 가독이 결정된 뒤 아버지 모토치카와 함께 조소카베 집안을 공동지배하게 되었다. 부자의 이원지배 아래 조소카베씨는 도요토미 씨에 의한 덴쇼 18년(1590년)의 오다와라 정벌(小田原征伐)、덴쇼 20년(1592년)부터 7년 동안 벌어진 임진왜란에도 참전하였다. 또한 분로쿠 3년(1594년) 이후 지행완행권(知行宛行権)이 모리치카에게 이양되었으나 이 밖의 다이묘 당주로써의 권한은 변함없이 아버지와 공유하였다. 또한 게이초(慶長) 2년(1597년) 3월 24일에 아버지 모토치카와 함께 제정한 「조소카베 모토치카 백개 조(長宗我部元親百箇条)」를 발호하였다.
그러나 이러한 흐름의 한편으로 가독상속의 경위에 이상성이 있었기 때문인지 도요토미 히데요시 및 도요토미 정권에서는 모리치카를 조소카베씨 당주로써 끝까지 인정하지 않았다고 보는 견해가 있다. 무가관위를 중요시했던 도요토미 정권은 다이묘 및 그 후계자들에게 일정한 관위를 수여했는데 모리치카에게는 관위를 수여했다는 기록이 없어서 공식적으로는 그의 통칭인 「우에몬노타로」(右衛門太郎) 그대로였다(비공식적으로만 「도사노카미」土佐守을 칭했을 뿐). 이는 다이묘 당주로써는 이상한 부분이었다. 게이초 4년(1599년) 5월、아버지 모토치카가 사망하고 가독을 이어 도사의 국주(国主)가 되었다. 그러나 그 뒤에도 모리치카의 조소카베씨 가독과 도사 국주의 계승은 도요토미 정권으로부터 승인되었음을 보여주는 기록이 존재하지 않아서 이와 같은 이상한 상황은 이듬해 세키가하라 전투까지 이어진다. 이에 대해 게이초 2년(1597년) 모리치카가 단독으로 도요토미 히데요시를 배알하였다는 점을 들어 이 시점에서 차기 당주로써 승인되었던 것은 아닐까 주장하는 설도 있다.

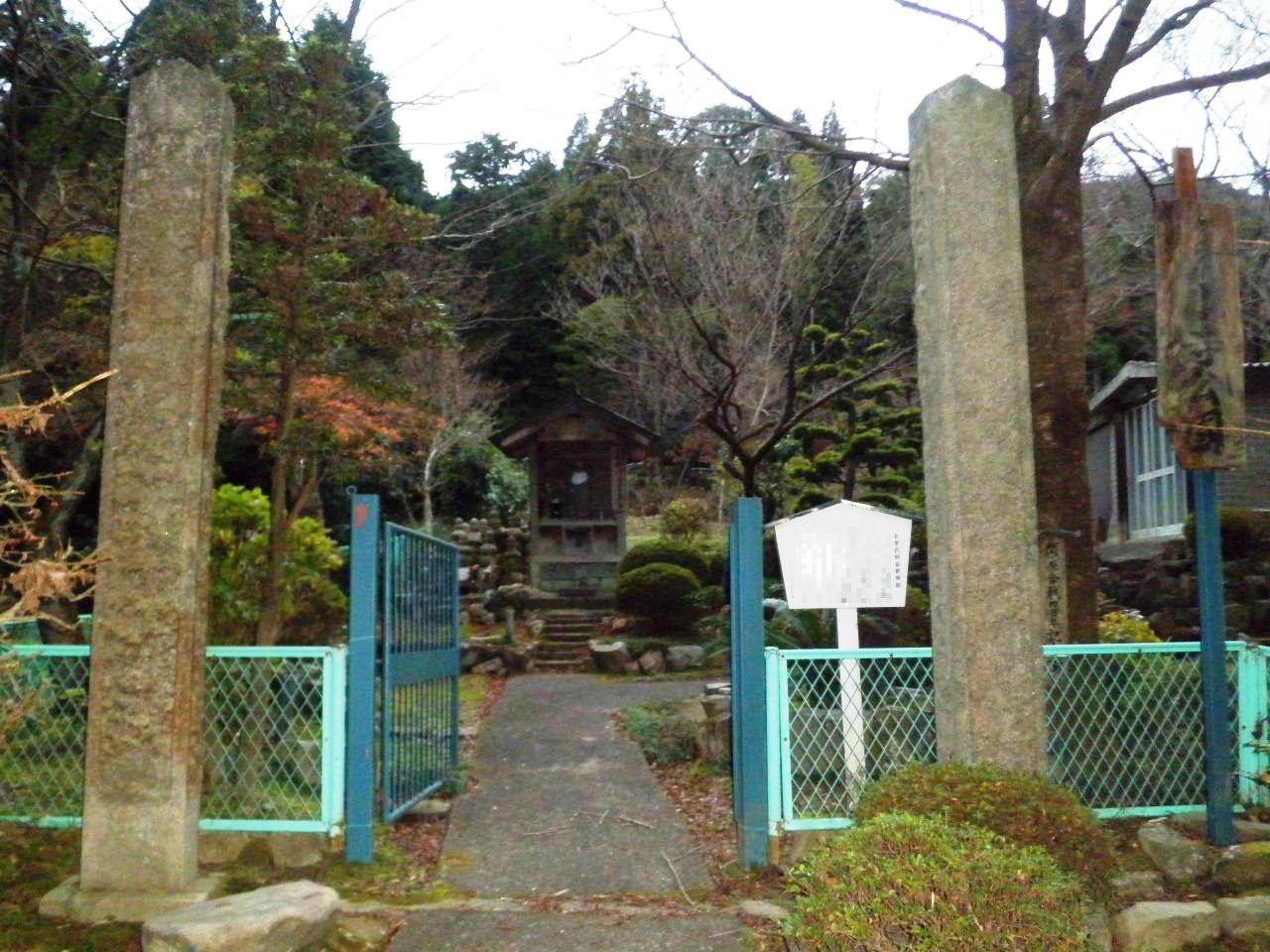
세키가하라 전투 당시 모리치카가 진을 쳤던 장소

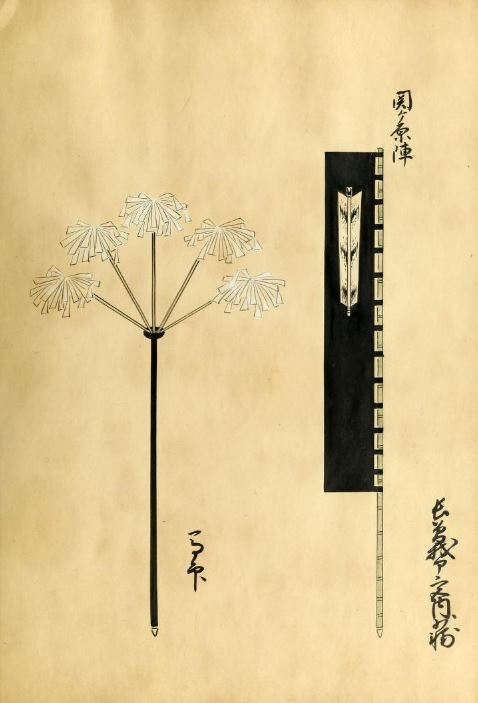
조소카베 군이 세키가하라 전투에서 사용했던 깃발 그림

게이초 5년(1600년) 세키가하라 전투에서 조소카베씨가 서군에 가담하는 것은 모토치카 생전부터 마스다 나가모리나 가키미 가즈나오(垣見一直)와의 연 때문이라고 보이며 참전 동기도 당주로써 도요토미 정권의 편을 들었기 때문으로 알려져 있다. 한편 『고성전승기』(古城伝承記)에 따르면 모리치카는 당초에는 동군에 붙을 것을 결정하고 다케치 신자에몬(十市新左衛門) ・ 마치사부로 우에몬(町三郎右衛門) 두 사람을 도쿠가와 이에야스에게 사자로 보내려 했지만 오미국(近江国) 미즈구치(水口)에서 서군에게 길이 막혀 서군에 가담하게 되었다고 하나, 사학자 야마모토 다케시(山本大)는 모리치카와 마스다 나가모리의 관계를 생각할 때 이 이야기의 진위는 의심스럽다고 주장하였다.
모리치카는 동군에 가담했던 후시미성(伏見城)이나 아노쓰 성(安濃津城) 등을 함락시키고 세키가하라로 향했고, 모리 히데모토 ・ 깃카와 히로이에 ・ 안코쿠지 에케이 ・ 나쓰카 마사이에 등과 함께 이에야스의 본진 배후인 난구산(南宮山)에 포진하였다.
그러나 전투가 벌어지자 도쿠가와 이에야스에 내응한 깃카와 히로이에에 의해 모리 부대는 움직이지 않았고 모리 부대의 후방에 포진해 있던 나쓰카 부대나 조소카베 부대도 모리 부대의 동향을 알지 못해 움직일 수가 없었다. 최종적으로 전투에 참가하지도 못한 채 서군은 패배했다.
서군이 궤멸되자 모리치카는 서군의 궤멸을 시마즈 요시히로로부터 전해들었고, 요시다 시게토시(吉田重年)의 정찰로 확인하였다. 모리치카는 이케다 데루마사 군이나 아사노 요시나가 군의 추격으로 다라오산(多羅尾山)으로 달아나 이가 방면으로 이즈미로 달아났고, 소년 장수 고이데 요시치카의 추격으로 오사카(大坂) 덴만(天満)으로 빠져서 도사로 돌아왔다.

### 개역 그리고 칩거
모리치카는 친분이 있던 도쿠가와 씨의 중신 이이 나오마사를 통해 이에야스에게 사죄하였다고 하지만 『도사 이야기』(土佐物語) 등에서는 개역의 원인에 대해 모리치카가 가신 히사타케 지카나오(久武親直)의 참언을 듣고 형 쓰노 지카타다를 살해하였기에 이에 진노한 이에야스가 모리치카의 영토를 몰수하고 개역시켜버렸다고 되어 있다.
다만 이이 나오마사의 서장에 따르면 모리치카는 도사를 몰수당한 대신에 「어감인분」(御堪忍分)이라는 형태로 대신할 영지를 수여받기로 예정되어 있었고 모리치카의 교토 상경은 거기에 응한 것이었다고 되어 있다. 하지만 접수 때에 구니가 옮겨지게 되는 것에 불만을 품은 가신이나 기라(吉良) ・ 쓰노 등의 유신(遺臣)들이 구니를 근거로 우라도 일규(浦戸一揆)를 일으켰고, 그 책임을 물어 「어감인분」 지급을 취소하고 개역에 이르게 되었다는 해석이 있다. 한편으로 쓰노 치카타다 살해의 시비에 대해 언급이 없다는 점에서 이 사건 자체가 개역의 원인은 아니었다는 지적도 존재한다. 다이묘 집안으로써 조소카베 집안은 이때에 멸망하고, 조소카베 가신단은 각지의 다이묘들에게 불려가 기용된 자나 낭인이 된 자, 도로 백성으로 돌아간 자도 있는 등 뿔뿔이 흩어져버렸다.
로닌이 된 모리치카는 게이초 6년에 오사카에서 후시미로 이주해서 다이묘로 복귀하기 위한 운동을 게이초 10년까지 이어나갔다. 게이초 15년에는 삭발하고 오이와 유무(大岩祐夢)라 칭하고 옛 신하들의 돈으로 살았다고 하며, 데라코야의 스승을 하며 살았다는 기록도 있는데 1차 사료에서는 확인되지 않았다. 게이초 17년경에는 교토의 가미타치우리(上立売)에 있는 야나기가즈시(柳ヶ逗子)에서 살고 있었다. 또한 기요하라 히데카타(清原秀賢)와 교우가 있었다는 기록도 남아 있다. 어찌 되었든 반도쿠가와파 위험인물로써 지목된 모리치카는 교토소사대 이타쿠라 가쓰시게의 감시 아래 놓이게 되었다.

### 오사카 전투
오사카측과 도요토미측간의 사이가 악화되는 가운데 게이초 19년(1614년) 9월에 이타쿠라 가쓰시게는 모리치카에게 오사카 입성 시비를 힐문했고 모리치카는 이번에는 간토측에 가담해 전공을 세우고 미미하게나마 녹을 받고 싶다는 염원을 비쳤고 아사노 나가아키라와도 맺어둔 약속이 있다며 가쓰시게를 안심시켰고 여섯 명의 종자와 함께 교토를 빠져나와 10월 6일 오사카 성에 들어 가는데 성공했다. 이에 응해 조소카베 집안의 재흥을 꿈꾸는 나카노우치 소우에몬(中内総右衛門)을 비롯한 옛 가신들도 하나하나 오사카 성으로 들어 왔고 오사카 성에 결집한 낭인무리(牢人衆) 가운데에는 가장 많은 수치인 천 명을 거느리게 된 모리치카는 사나다 노부시게, 고토 모토쓰구, 모리 가쓰나가, 아카시 다케노리(明石全登) 등과 함께 이른바 「5인중」(五人衆)이라는 주력 부대가 되었다.
이렇게 오사카 전투가 시작되고 농성전이 된 겨울 전투에서 도요토미 가문의 가신 기무라 시게나리(木村重成), 고토 모토쓰구 등과 함께 하치조메구치(八丁目口)·다니마치구치(谷町口)에 포진하고 사나다 노부시게가 쌓은 사나다마루의 지원 거점을 맡았다. 12월 4일에 사나다마루 전투(真田丸の戦い)가 시작되고 성안의 화약고가 폭발하는 사고가 벌어졌고, 난조 모토타다(南条元忠)는 이를 배반의 신호로 착각하고 몰려왔다가 이이 나오타카·마쓰다이라 다다나오 부대에 응전해 손해를 입히고 퇴각시켰다. 그러나 그밖에는 대규모의 전투가 발생하지 않았고 전황은 교착 상태에 놓인 채 오사카 측과 에도 막부 사이의 화의가 성립되었다.

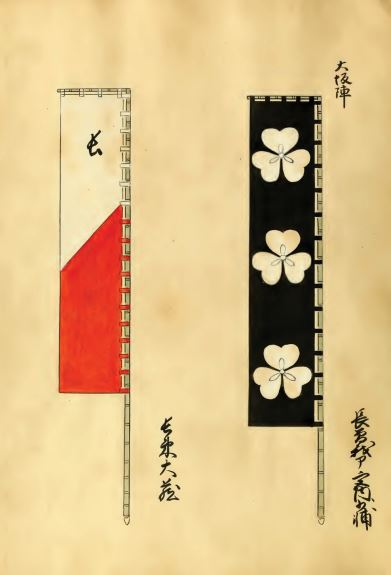
조소카베 모토치카가 오사카 전투에서 사용한 깃발 그림.

야전이었던 여름 전투에서는 기무라 시게나리와 함께 도쿠가와 이에야스의 본진을 공격하고자 5천여 주력 군세를 거느리고 출진했고, 도쿠가와측의 도도 다카토라 부대와 격돌하였다(야오·와카에 전투, 八尾・若江の戦い).
게이초 20년(1615년) 5월 6일 새벽 야오(지금의 야오시)로 진출해 있던 조소카베 부대의 선봉·요시다 시게치카(吉田重親)가 도도 다카토라 군세와 조우한다. 이때 조소카베 부대의 선봉은 경무장만을 갖추고 있었기에 곧장 본대로 합류하고자 했지만 거꾸로 도도 부대에 발각되었다. 철포를 쏘아대는 적 앞에서 조소카베 부대 선봉은 괴멸되었고 요시다 시게치카는 본대에 전령을 띄운 뒤 전사했다. 도도 다카토라 부대는 기세를 몰아 조소카베 본대를 섬멸하고자 공세를 강화하였고, 모리치카는 강둑에 병사를 숨겨두고 도도 부대를 충분히 끌어들인 뒤 창을 겨눈 병사를 돌격시켰다. 뜻하지 않은 맹공격을 당한 도도 부대 선봉은 일시에 괴멸되었고, 맹렬하게 몰아붙이는 조소카베 부대의 공세 앞에 도도 부대는 순식간에 전군이 혼란에 빠졌으며 다카토라의 조카인 도도 다카노리(藤堂高刑) 등 전선의 무장들이 한꺼번에 전사하고 말았다. 통제가 어지러워진 도도 부대는 다카토라 자신도 도망쳐 돌아오지 않으면 안 될 정도로 궤주 상태에 빠졌다.
그러나 모리치카 부대와 나란히 와카에로 진군해 있던 오사카측 별동대의 기무라 시게나리가 이이 나오타카 등의 군세와 전투를 벌이다 패해 무너지고, 이이 부대가 도도 부대를 구원하러 오면서 이 소식을 들은 모리치카는 적중에서 고립되는 사태를 피하지 못한 채 오사카 성으로 퇴각했다. 모리치카 부대는 이때의 하치오 전투에서 퇴각한 시점에서 큰 피해를 입고 실질적으로 괴멸 상태에 빠졌다고 여겨진다. 사실 다음날 덴노지·오카야마 전투(天王寺・岡山の戦い)에서 모리치카는 오사카 성에 남아 전투에는 참전하지 않았다.

### 조소카베 모리치카의 최후

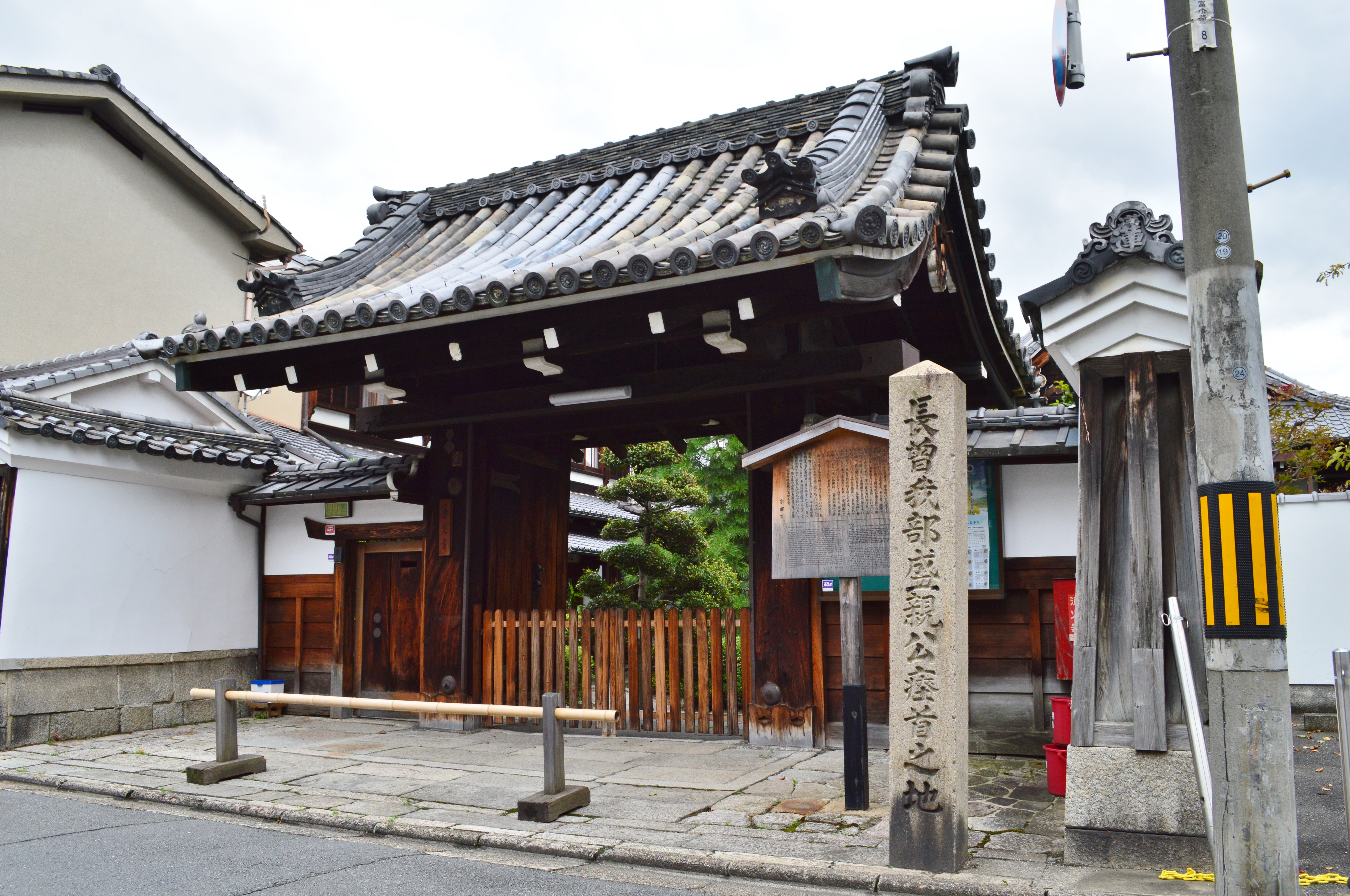
교토 시 시모쿄 구에 있는 렌코지(蓮光寺). 조소카베 모리치카의 목을 장사지낸 곳이다.

5월 11일에 교토 야와타(八幡, 지금의 교토부 야와타시八幡市) 부근의 하시모토(橋本) 인근 갈대밭에 숨어 있던 모리치카는 하치스카 요시시게의 가신 나가사카 사부로자에몬(長坂三郎左衛門)에게 발각되어 체포되었고, 후시미로 호송되었다. 그 뒤 모리치카는 교토의 대로변에서 조리돌림당하고 5월 15일에 교토 로쿠조가와라에서 참수되었다. 향년 41세.
모리치카의 죽음으로 조소카베씨는 완벽하게 멸망했다. 교토의 렌코지(蓮光寺) 승려가 이타쿠라 가쓰시게에게 요청해 모리치카의 유해를 절에 모셨고, 시호를 겐노쇼혼(源翁宗本)이라 하였다.

## 자손
모리치카가 죽은 뒤에 장남 모리쓰네(盛恒)도 후시미에서 참수되었다. 둘째 모리타카(盛高)와 셋째 모리노부(盛信)는 도사국으로 달아났으나 야마우치씨에 의해 처형되었다. 넷째 아들 모리사다(盛定)와 이름이 밝혀지지 않은 다섯째 아들은 교토 야와타로 달아났으나 이들도 모두 잡혀서 처형되었다.
2015년 6월 모리치카 사망 400주기를 기리는 법요(法要)에 모리치카의 것으로 전하는 말갖춤 아부미(鐙, 마구의 일종)를 모리치카의 둘째 아들 모리타카의 후손을 자처하는 인물이 렌코지에 기증했다. 아부미는 두 개가 한 쌍으로 그때까지 한쪽 아부미만이 렌코지에 소장되어 있었는데, 해당 인물이 바친 아부미는 형상 ・ 배색 모두 렌코지에 소장된 것과 일치했고, 100년만에 아부미 한 쌍이 갖추어 질 수 있었다. 자손을 칭한 인물은 할아버지가 백 년 전에도 300주기 법요에서 절에서 받아온 것이라고 밝혔다. 사실일 경우 오사카 전투 이후 도쿠가와측에 의해 철저히 추적당해 쫓겨다녀야 했던 조소카베 모리치카의 핏줄을 이은 인물이 4백 년의 시간을 이어 존재하고 있었다는 것이 된다.

## 일화
- 조소카베 모리치카의 묘가 있는 렌코지에 소장된 모리치카의 초상화(원본은 비공개)를 보면 아버지나 형과도 많이 닮은 강인한 풍모를 전하고 있다.
- 오사카 전투에서 패배한 뒤에 도쿠가와측에 잡혀 하쿠슈(白州)로 압송될 무렵, 자결도 하지 않은 채 잡힌 것을 도쿠가와측의 어느 장병이 경멸하듯 비웃자 「목숨은 아까운 것이다. 목숨과 오른손이 남아 있어야 이에야스와 히데타다 놈을 지금의 내 꼴로 만들어줄 수 있으니까」라고 대답했다고 하며, 「출가하겠다」며 목숨을 구걸했다고도 한다. 그러나 모리치카의 속내를 뻔히 알고 있었던 이에야스는 그의 출가를 허락하지 않았고 끝내 사형에 처했다고 한다. 비슷한 일화로 히데타다의 측근 가운데 누군가가 모리치카에게 「어째서 자결하지 않았나?」라고 묻자 「어엿한 대장의 몸으로 일개 무사마냥 가벼이 자결할 수는 없다. 때가 오면 다시금 병사를 일으켜 내 수치를 씻을 것이다.」라고 대답하였다고 한다(상산기담常山紀談).

| 전임 조소카베 모토치카 | 제22대 도사 조소카베가 당주 1599년 ~ 1615년 | 후임 시마 지카노리 |